# Lancer du marteau masculin aux Jeux olympiques de 1920
Pour un article plus général, voir Athlétisme aux Jeux olympiques de 1920.
Navigation
Stockholm 1912 Paris 1924
L'épreuve du lancer du marteau masculin aux Jeux olympiques de 1920 s'est déroulée le 18 août 1920 au Stade olympique d'Anvers, en Belgique. Elle est remportée par l'Américain Patrick Ryan.

## Résultats
Les six meilleurs lanceurs des qualifications participent à la finale.
| Rang               | Athlète                | Qual.    | Qual. | Finale    |
| Rang               | Athlète                | Distance | Rang  | Finale    |
| ------------------ | ---------------------- | -------- | ----- | --------- |
| Médaille d'or      | Patrick Ryan (USA)     | 52.830   | 1     | 52.875    |
| Médaille d'argent  | Carl Johan Lind (SWE)  | 48.000   | 3     | 48.430    |
| Médaille de bronze | Basil Bennett (USA)    | 48.250   | 2     | 48.250    |
| 4                  | Malcolm Svensson (SWE) | 47.290   | 4     | non connu |
| 5                  | Matt McGrath (USA)     | 46.670   | 5     | -         |
| 6                  | Tom Nicolson (GBR)     | -        | -     | 45.700    |
|                    |                        |          |       |           |
| 7                  | Nils Linde (SWE)       | 44.885   |       |           |
| 8                  | James McEachern (USA)  | 44.700   |       |           |
| 9                  | Archie McDiarmid (CAN) | 44.560   |       |           |
| 10                 | Robert Olsson (SWE)    | 44.190   |       |           |
| 11                 | Johan Pettersson (FIN) | 41.760   |       |           |
| 12                 | John Cameron (CAN)     | NM       |       |           |